# Gurli Åberg
Gurli (Gulli) Johanna Carolina Åberg, senare Gurli Ulff, född 14 september 1843 i Stockholm, död 2 juni 1922 på samma ort, var en svensk skådespelare. Hon var halvsyster till Leocadie Gerlach och Zelma Hedin.

## Biografi
Gurli Åberg var utomäktenskaplig dotter till mamsell Johanna Christina Berg och underlöjtnanten och tullinspektören Carl Wilhelm Bergnéhr. Fadern sköt i ett svartsjukedrama ihjäl hennes mor och sig själv 1847 men hon hade redan dessförinnan blivit fosterbarn hos en murarfamilj Åberg, och när fosterfadern dog satte hennes fostermor henne i balettskolan då hon var sju år. Hon blev elev i Dramatens elevskola 1858. År 1860 fick hon med kort varsel överta rollen som Berthe i Benvenuto Cellini, vilket blev hennes genombrott. Hon var 1862–1868 anställd vid Dramaten. Hon blev mycket populär i Jungfrun av Orleans av Schiller. 
Åberg ska ha ansträngt sig samvetsgrant inför sina roller och hade också seriös talang, men användes ändå mest i rollen som vacker publikmagnet. Frans Hedberg ansåg att hon hade talang inom komedin men på grund av sin skönhet användes inom karaktärsroller som egentligen inte passade hennes talang. Hon gjorde en studieresa till Paris våren 1870, men återvände vid utbrottet av fransk-tyska kriget. Åren 1877–1883 var hon elev till Signe Hebbe. Hon var anställd vid Dramaten 1871–1884 och sedan vid Nya teatern. Hon var under denna tid en av de mest populära skådespelarna i Stockholm. Hon jämfördes med Augustine Brohan. Hennes genombrott som stjärna ansågs vara hennes gästuppträdanden i Oslo 1871, 1872 och 1883, då hon spelade Beatrice i Mycket väsen för ingenting. Hennes föreställningar kallades för "Gulli-aftnar" och hon uppvaktades med smycken.
År 1883 gifte hon sig med bergsingenjören, senare förste marinintendenten, Carl Gustaf Fredrik Ulff (1851–1939), en bror till Louise och Carl Ulff. Till skillnad från vad som var vanligt när en kvinnlig skådespelare gifte sig med en man med ett annat yrke fortsatte hon sin karriär även efter giftermålet. Hon lämnade Dramaten för att hon inte tyckte sig kunna utvecklas där och uppträdde sedan dels på Josephssons och Holmqvists Nya Teatern i Stockholm, dels på Stora Teatern i Göteborg. Hon drog sig tillbaka 1887. Därefter visade hon sig på scenen endast vid ett tio dagars gästspel på Stora Teatern i Göteborg 1890. Makarna Ulff är begravda på Solna kyrkogård.

## Teaterroller (ej komplett)
| År   | Roll                           | Produktion                                                  | Regi | Teater                       |
| ---- | ------------------------------ | ----------------------------------------------------------- | ---- | ---------------------------- |
| 1863 | Siri Brahe                     | Siri Brahe och Johan Gyllenstierna Gustav III               |      | Kungliga Dramatiska Teatern  |
| 1863 | Eugénie                        | Så kallade Hedersmän Théodore Barrière och Ernest Capendu   |      | Kungliga Dramatiska Teatern  |
| 1863 | Rosa                           | Rosa och Rosita Clara Andersen                              |      | Kungliga Dramatiska Teatern  |
| 1868 | Leonore                        | Min hustru vill ha roligt Johan Jolin                       |      | Mindre teatern               |
| 1875 | Fru Gyllenhoff                 | Dagsländorna Frans Hedberg                                  |      | Kungliga Dramatiska Teatern  |
| 1875 | Lucile                         | Hedern och penningen François Pousard                       |      | Kungliga Dramatiska Teatern  |
| 1876 | Octavie de Prevenquière        | Lejon och rävar Émile Augier                                |      | Kungliga Dramatiska Teatern  |
| 1876 | Baronessan Therese Ehrenschild | Wanda Isidor Lundström                                      |      | Kungliga Dramatiska Teatern  |
| 1876 | Baronessan de Cornay           | För välgörande ändamål Eugène Verconsin                     |      | Kungliga Dramatiska Teatern  |
| 1876 | Antoinette                     | Klädeshandlaren och hans måg Émile Augier och Jules Sandeau |      | Kungliga Dramatiska Teatern  |
| 1876 | Bertha                         | Rolands dotter Henri de Bornier                             |      | Kungliga Dramatiska Teatern  |
| 1876 | Ester                          | En arbetare Lorentz Dietrichson                             |      | Svenska teatern, Helsingfors |
| 1876 | Gunborg, studentska            | Pastorsadjunkten Anne Charlotte Leffler                     |      | Kungliga Dramatiska Teatern  |
| 1876 | Anna Brunner                   | Svart i röd Oscar Wijkander                                 |      | Kungliga Dramatiska Teatern  |

### Uppslagsverk
- Gurli Åberg i Arvid Ahnfelt, Europas konstnärer (1887)
- Johannes Svanberg (1917). Kungl. teatrarne under ett halft sekel 1860–1910: I. Nordisk Familjebok. sid. 178–180
- Nordin Hennel, Ingeborg: Mod och Försakelse: Livs- och yrkesbetingelser för Konglig Theaterns skådespelerskor 1813-1863. Stockholm: Gidlunds, 1997. ISBN 91-7844-256-7.